# Bent von Platen-Hallermund
Bent Aage Georg rigsgreve von Platen-Hallermund (født 27. september 1922 i København, død 18. december 2013) var en dansk arkitekt, far til kunstneren Cai-Ulrich von Platen.

## Karriere
Han var søn af fuldmægtig, senere prokurist i Landmandsbanken, grev Gustav Louis von Platen-Hallermund og Inger Jonsen. Han tog realeksamen 1939, blev murersvend 1948 og tog afgang fra Københavns Bygmesterskole 1944. Dernæst gik han på Kunstakademiets Arkitektskole, hvorfra han tog afgang 1948.
Han var først direktør i familie-aktieselskabet Rex Låse og Metalvarefabrik og arbejdede dernæst som arkitekt ved Søværnets Bygningsvæsen 1950-54. 1968 fik han ansættelse ved Forsvarets Bygningstjeneste, hvor han var ansat indtil 1988.
Han modtog K.A. Larssens Legat 1975, som blev anvendt på studierejser i Europa. 1978 modtog han Neuhausens Præmie og 1987 Europa Nostras diplom for restaureringen af Kastelskirken.
Han ægtede 22. marts 1949 i København Jytte Dan Barsøe (født 26. maj 1926 sammesteds), datter af grosserer, fabrikant Kai Svanholm Barsøe og Else Emilie Dan.

## Værker
Med Forsvarets Bygningstjeneste:
- Medvirken ved vedligeholdelse, restaurering- og ombygningsopgaver, bl.a. Frederiksberg Slot, Holmen, Jægersborg Kaserne og Kastellet
- Medvirken ved restaureringen af Kastelskirken, København (1985-87, sammen med Viggo Grunnet, B. Møgelvang, M. Gosham og Svend Lindhard, tildelt Europa Nostra-prisen)

Alene:
- Metalvarefabrik, Vallensbæk (1960'erne, præmieret af Vallensbæk Kommune 1967, ombygget af andre 1975)
- Flere byfornyelser og restaureringsprojekter for det gamle København, publiceret i Berlingske Tidende, bl.a.: Fornyelse og forbedring af Kgs. Nytorv (1978)

### Konkurrencer
- Fornyelse af Rådhuspladsen, København (1974)
- Det Kongelige Biblioteks Have på Slotsholmen (1976, Neuhausens Præmie)

### Udgivelser
- Giertsen, Anette & Platen-Hallermund, Bent Graf von, Gentoftebilleder – en kulturrejse, Ordrup: Ordrup Boghandel 1999. ISBN 87-90561-03-1